# Paul Heinrich
Paul Heinrich (Rostock, 16 de enero de 1991) es un deportista alemán que compitió en remo.
Ganó una medalla de plata en el Campeonato Mundial de Remo de 2013 y una medalla de oro en el Campeonato Europeo de Remo de 2013, en la prueba de cuatro scull.

## Palmarés internacional
| Campeonato Mundial | Campeonato Mundial      | Campeonato Mundial | Campeonato Mundial |
| Año                | Lugar                   | Medalla            | Prueba             |
| ------------------ | ----------------------- | ------------------ | ------------------ |
| 2013               | Chungju (Corea del Sur) | Medalla de plata   | Cuatro scull       |
| Campeonato Europeo |                         |                    |                    |
| Año                | Lugar                   | Medalla            | Prueba             |
| 2013               | Sevilla (España)        | Medalla de oro     | Cuatro scull       |